# Plectocythere kentuckiensis
Plectocythere kentuckiensis är en kräftdjursart som beskrevs av Hobbs och Peters 1991. Plectocythere kentuckiensis ingår i släktet Plectocythere och familjen Entocytheridae. Inga underarter finns listade i Catalogue of Life.